# NGC 5974
NGC 5974 (również PGC 55694 lub UGC 9952) – galaktyka spiralna (Sc), znajdująca się w gwiazdozbiorze Korony Północnej. Odkrył ją John Herschel 29 kwietnia 1827 roku.